# Voenno-vozdušnye sily SSSR
Le Voenno-vozdušnye sily (in russo Военно-воздушные силы, BBC?,- letteralmente: Forze aeree militari) costituirono l'aeronautica militare dell'Unione Sovietica e parte integrante delle forze armate sovietiche. Le VVS furono fondate il 24 maggio 1918 le forze aeree furono costituite come "Flotta aerea rossa dei lavoratori e dei contadini" (in russo Рабоче-крестьянский Красный воздушный флот?, Raboče-krest’ânskij Krasnyj vozdušnyj flot). Nel 1991, a seguito della dissoluzione dell'Unione Sovietica, furono divise tra i Paesi della Comunità degli Stati Indipendenti.
Le tendenze politiche ed economiche sovietiche erano grandemente riflesse dall'industria aeronautica nazionale, responsabile dell'approvvigionamento di un grandissimo numero di apparecchi per l'aeronautica militare numericamente più grande del mondo. Gli aeromobili impiegati nell'Est sono meno flessibili nei ruoli, rispetto alle analoghe macchine occidentali. Inoltre l'Unione Sovietica approvvigionava tutti i suoi alleati, dai satelliti del Patto di Varsavia, alla Cina, passando per i Paesi del terzo mondo. Bisogna rilevare poi che il numero di progetti concretizzati in nuovi prototipi era di gran lunga superiore a quello occidentale, così come la vita operativa di ogni singolo apparecchio, tanto che era possibile trovare in servizio nello stesso ruolo più modelli (come nel caso di MiG-17, MiG-19, MiG-21 e MiG-23 contemporaneamente in prima linea nel 1976 e con funzioni comparabili).
Le discussioni circa la presunta superiorità, od inferiorità, delle macchine sovietiche non hanno nessun fondamento, dato che un paragone diretto non può essere semplicemente attuato; d'altra parte era evidente che ogni novità oltre cortina veniva inizialmente sovrastimata, per poi essere criticata una volta messa in servizio. Probabilmente era ciò che accadeva anche in casa. Un altro mito da sfatare era la presunta velocità con la quale venivano sviluppati i progetti, un'illusione provocata dal fatto che i nuovi apparecchi erano resi pubblici una volta terminati i collaudi preliminari.
Comunque sia, i progetti sovietici erano il risultato di concetti notevolmente originali (probabilmente anche perché frutto di necessità originali), ma al momento della loro introduzione in servizio erano divenuti obsoleti, per lo meno sotto certi aspetti, rispetto alle controparti occidentali.
L'aviazione sovietica era differenziata in cinque diversi comandi, a seconda dei ruoli che questi dovevano compiere. La V-VS era forte di un milione di uomini, approssimativamente, e di tre milioni di riservisti, coscritti per 24 mesi, mentre il numero di apparecchi varia tra i 10 000 ed i 14 500. A questi si dovevano aggiungere altri 350 000 uomini impiegati nelle basi missilistiche strategiche, varie migliaia di SAM (surface to air missile, batterie contraeree), batterie missilistiche tattiche, 70 000 uomini dell'aviazione navale e per finire le batterie missilistiche costiere.
I cinque comandi autonomi erano: la Guardia nazionale, o meglio la Difesa aerea nazionale (in russo Противовоздушной обороны, П-ВО?, Protivovozdušnoj Oborony, P-VO), l'Aviazione di prima linea o Aviazione frontale (in russo Фронтовая Авиация?, Frontovaja Aviacija), l'Aviazione strategica o Aviazione a lungo raggio (in russo Dal'naja Aviacija?, Дальная Авиация), l'Aviazione della Marina (in russo Авиация Военно-Морского Флота?, Aviacija Voenno-Morskogo Flota) e infine l'Aviazione logistica o Aviazione da trasporto (in russo Военно-Транспортная Авиация?, Voenno-Transportnaja Aviacija).

## Organizzazione

### La prima linea:Frontovaja Aviatsija
L'aviazione frontale aveva a sua disposizione il più grande numero di aeroplani, circa 3.000, i quali dovevano assicurare supporto aereo alle truppe di terra, interdizione della contraerea e distruzione dell'aviazione nemica. Era suddivisa in 15 sottocomandi, o forze aeree, dato che erano stabilite in diversi paesi come Germania Est o Ungheria, suddivisi a loro volta in corpi, di solito tre o quattro, formati da due o tre divisioni. Ogni divisione era formata da un certo numero di unità a seconda del ruolo: 40 caccia o 35 bombardieri leggeri o 32 aerei da trasporto leggeri o 36 aerei da trasporto medi o 30 ricognitori oppure 36 elicotteri.
Ogni sottocomando era subordinato a un distretto militare.

### L'aviazione strategica:Dal'naja Aviacija
L'aviazione strategica era la componente più offensiva dell'aeronautica sovietica. Direttamente sotto il comando delle forze strategiche nucleari era suddivisa in tre sottocomandi, due localizzati vicino al fronte occidentale e l'altro verso quello orientale. Poteva contare su approssimativamente 900 unità, le più famose delle quali il Tu-95 Bear, armati con AS-3 Kangaroo, Myasischev M-4 Bison, Tupolev Tu-16 Badger, Tu-160 Blackjack, Tu-22 Blinder e Tu-22M Backfire.

### La guardia nazionale:Vojska protivovozdušnoj oborony
Numericamente era il comando più importante dell'aviazione, tutte le unità superficie-aria dipendono da essa. Dalle basi radar di prima allerta, ai satelliti di ricognizione, alle batterie contraeree, alle batterie ABM (anti-ballistic missiles, antimissile balistico) e per finire ai caccia intercettori.
Dal 1948 questo enorme complesso di uomini e mezzi venne posto sotto un unico comando, con quartier generale in Mosca, ed è agli ordini non solo del capo di stato maggiore dell'aeronautica, ma anche della forza strategica di autodifesa nucleare.
Il territorio dell'Unione Sovietica era diviso in 16 distretti, 9 dei quali nella parte europea:
- Leningrado
- Baltico
- Bielorussia
- Carpazi
- Kiev
- Mosca
- Odessa
- Caucaso del nord
- Transcaucasia

Tre distretti erano situati nella parte centrale dell'URSS, con funzioni di riserva strategica:
- Urali
- Volga
- Taškent
- Turkestan

Quattro erano presenti nella zona asiatica:
- Transbajkalia
- Asia centrale
- Siberia
- Estremo Oriente

Vi erano poi altri sei distretti corrispondenti a sei Paesi del patto di Varsavia:
- Repubblica Democratica Tedesca
- Repubblica Socialista Cecoslovacca
- Repubblica Popolare di Polonia
- Repubblica Popolare d'Ungheria
- Repubblica Socialista di Romania
- Repubblica Popolare di Bulgaria

La Mongolia era protetta dal distretto della Transbajkalia.
Le stazioni radar d'allarme e controllo erano posizionate molto all'interno dei confini ed erano in costante contatto con le unità operative di tutti i Paesi alleati.
Il comando caccia (IAP-VO, Istrebitel'naja Aviacija P-VO) era parte della P-VO ed era composto da eskadrilii, squadriglie, di 12 apparecchi (generalmente nove o dieci monoposto e tre o due biposto per l'addestramento operativo). Tre squadriglie costituiscono un reggimento, polk, e tre o più reggimenti una divisione, divisija, l'unità principale.
La P-VO aveva a sua disposizione 2.600 caccia intercettori, alcuni aeroplani di collegamento e da trasporto, una sessantina di sili con ABM-1 Galosh, intorno a Mosca, connessi a radar di tipo Hen House, Try Add per l'identificazione del bersaglio e Dog House per l'inseguimento del medesimo. Contava poi su 12 000 rampe di lancio in 1 650 basi, con 3 200 missili SA-1 Guideline associati con radar Fan Song, 3 700 SA-3 Goa, con radar Low Blow e 1 800 SA-5 Gammon.

### L'aviazione navale:Aviacija Voenno-Morskogo Flota
L'aviazione della Marina è sotto il comando delle quattro flotte del Baltico (quartier generale a Kaliningrad), del Nord (quartier generale a Severomorsk), del mar Nero (quartier generale in Sebastopoli) e dell'Estremo Oriente e del Pacifico (quartier generale a Vladivostok) e si avvaleva di circa 75 000 uomini e di circa 12 000 aeroplani.

### L'aviazione dell'esercito:Voenno-Transportnaja Aviacija
Principalmente si occupa nell'assistere le riserve strategiche e nel trasporto di truppe, aveva a disposizione approssimativamente 1 700 aeroplani.

### Comandi minori
Il KGB (comitato per la sicurezza dello Stato, il servizio segreto) che comprende anche le guardie di frontiera, si avvale di aeroplani ed elicotteri di collegamento, per il controllo del territorio e supporto logistico.

## Addestramento e scuole
Vi sono tre accademie aeronautiche: l'accademia dedicata a Nikolaj Egorovič Žukovskij di Mosca e Sčelkovo (vicino alla capitale), l'accademia Jurij Alekseevič Gagarin di Monino (dove si trova anche il Museo centrale delle aeronautiche militari, vicino a Sčelkovo e a nord-ovest di Mosca, con corsi per ufficiali comandanti e infine l'accademia Leonid Aleksandrovič Govorov riguardante le radiotecnologie.
Tra le tante scuole da ricordare quella dedicata a Mjasnikov, la più grande del mondo, situata a Volgograd, la scuola avanzata per piloti veterani a Sebastopoli. Inoltre vi sono 15 scuole specializzate e unità di conversione operativa. Gli aeroplani addestratori sono gli Aero L-29 Delfin, di fabbricazione cecoslovacca, che furono progressivamente rimpiazzati dagli L-39 Albatross a partire dal 1974. Da questi i piloti si spostano agli addestratori avanzati (i vari MiG-15UTI, MiG-17U, MiG-21U, MiG-23U e così via).

## Sistema di designazione ASCC/NATO
Il ministero della Difesa sovietico ha sempre considerato la progettazione, la costruzione e i nomi di servizio dei propri mezzi un segreto, un segreto che rivelava raramente (come per esempio per gli aeroplani che venivano usati per siglare primati, dato che questo era imposto dalla Fédération Aéronautique Internationale). Per questa ragione, per i primi dieci anni del dopoguerra, gli aeromobili dell'Est erano identificati da un numero progressivo. Questo sistema era scomodo e nel 1954 venne abbandonato in favore di uno più razionale coniato dall'Air Standards Coordinating Committee, costituito da Australia, Canada, Gran Bretagna, Nuova Zelanda e Stati Uniti d'America e adottato da tutti i membri della NATO. Il sistema consisteva nell'adottare un nome di fantasia con iniziale che suggerisse l'impiego della macchina, ad esempio F per i caccia (Fighter) e B per i bombardieri (Bomber). Inoltre si usano nomi monosillabici per i mezzi ad elica e plurisillabici per quelli a getto.

## Distintivi ottici di riconoscimento
Sin dai primi anni il distintivo ottico degli aeromobili sovietici era una stella rossa a cinque punte, applicata su ambo i lati della deriva e della fusoliera, e su ambo le semiali. La stella sulle ali era posizionata in modo che una punta si trovasse parallela all'asse dell'aereo in direzione del moto.
|  | Stella rossa impiegata largamente sino al 1943. |
|  | Stella rossa bordata di nero e con cerchio interno utilizzata occasionalmente negli anni venti e trenta. |
|  | Stella rossa bordata di nero utilizzata spesso tra il 1941 ed il 1943 quando cadde in disuso. |
|  | Nei primi anni quaranta ai segni distintivi di molte nazioni venne applicato un bordo bianco. Stessa sorte toccò alla stella rossa, usata maggiormente a partire dal 1942. Inizialmente il bordo delle stelle rosse era di spessore sottile, simile a quello delle stelle nere. Successivamente si è poi inspessito. Alla fine, negli anni 1944-45, il rapporto tra le circonferenze contenenti le stelle variava tra lo 0,6 e lo 0,7. |
|  | Stella rossa bordata di giallo utilizzata raramente a fini decorativi tra il 1942 ed il 1945, quando cadde in disuso. Lo spessore del bordo era medio-spesso. |
|  | Stella rossa con effetto ombra disposto in verso orario e bordata di bianco chiamata stella rossa del Cremlino. Usata raramente tra il 1940 ed il 1945, con spessori di vario tipo ed ulteriore bordatura rossa verso la fine del periodo. |
|  | La stella con doppio bordo apparve per la prima volta alla fine del 1943 e venne impiegata sempre più frequentemente negli anni successivi. Nel 1945 diviene praticamente la norma. Il doppio bordo è rosso, di solito su sfondo bianco, più raramente dello stesso colore della livrea dell'unità. In quel periodo sparì la stella sulla fusoliera. Sulle ali a geometria variabile, la stella è parallela all'asse dell'aereo quando la freccia è minima (ali aperte). Questo distintivo prese il nome di stella della vittoria negli anni cinquanta. |

Ai lati della fusoliera, in posizione anteriore e, non sempre, sulla deriva, viene stampato il codice numerico identificativo dell'unità, a due cifre per le macchine operative, altrimenti a tre cifre. I colori servono a distinguere le macchine delle differenti divisioni, sono: giallo, rosso, nero, bianco, blu.

## Distintivi di grado
| Ufficiali generali                                                                                                |                                           |                                           |                                         |                                         |                                         |                                    |                                    |                                    |                                   |                                   |                                   |
| главный маршал Авиации Советского Союза Maresciallo capo dell'Aviazione dell'Unione Sovietica comandante generale |                                           |                                           |                                         |                                         |                                         |                                    |                                    |                                    |                                   |                                   |                                   |
| маршал авиации Maresciallo dell'aviazione                                                                         | маршал авиации Maresciallo dell'aviazione | маршал авиации Maresciallo dell'aviazione | генерал-полковник Colonnello generale   | генерал-полковник Colonnello generale   | генерал-полковник Colonnello generale   | генерал-лейтенант Tenente generale | генерал-лейтенант Tenente generale | генерал-лейтенант Tenente generale | генерал-майор Maggior generale    | генерал-майор Maggior generale    | генерал-майор Maggior generale    |
| Ufficiali superiori                                                                                               |                                           |                                           |                                         |                                         |                                         |                                    |                                    |                                    |                                   |                                   |                                   |
| полковник Colonnello                                                                                              | полковник Colonnello                      | полковник Colonnello                      | полковник Colonnello                    | подполковник Tenente colonnello         | подполковник Tenente colonnello         | подполковник Tenente colonnello    | подполковник Tenente colonnello    | майор Maggiore                     | майор Maggiore                    | майор Maggiore                    | майор Maggiore                    |
| Ufficiali inferiori                                                                                               |                                           |                                           |                                         |                                         |                                         |                                    |                                    |                                    |                                   |                                   |                                   |
| капитан Capitano                                                                                                  | капитан Capitano                          | капитан Capitano                          | старший лейтенант Primo tenente         | старший лейтенант Primo tenente         | старший лейтенант Primo tenente         | лейтенант Tenente                  | лейтенант Tenente                  | лейтенант Tenente                  | младший лейтенант Secondo tenente | младший лейтенант Secondo tenente | младший лейтенант Secondo tenente |
| Sottufficiali |                                           |                                           |                                         |                                         |                                         |                                    |                                    |                                    |                                   |                                   |                                   |
| старший прапорщик Sottufficiale anziano                                                                           | старший прапорщик Sottufficiale anziano   | старший прапорщик Sottufficiale anziano   | старший прапорщик Sottufficiale anziano | старший прапорщик Sottufficiale anziano | старший прапорщик Sottufficiale anziano | прапорщик Sottufficiale            | прапорщик Sottufficiale            | прапорщик Sottufficiale            | прапорщик Sottufficiale           | прапорщик Sottufficiale           | прапорщик Sottufficiale           |
| Truppa |                                           |                                           |                                         |                                         |                                         |                                    |                                    |                                    |                                   |                                   |                                   |
| старшина staršina                                                                                                 | старшина staršina                         | старшина staršina                         | старшина staršina                       | старший сержант Sergente anziano        | старший сержант Sergente anziano        | старший сержант Sergente anziano   | старший сержант Sergente anziano   | сержант Sergente                   | сержант Sergente                  | сержант Sergente                  | сержант Sergente                  |
| младший сержант Sergente giovane                                                                                  | младший сержант Sergente giovane          | младший сержант Sergente giovane          | младший сержант Sergente giovane        | ефрейтор Caporale                       | ефрейтор Caporale                       | ефрейтор Caporale                  | ефрейтор Caporale                  | рядовой Soldato                    | рядовой Soldato                   | рядовой Soldato                   | рядовой Soldato                   |

Sui militari di truppa (fino a sergente anziano) era previsto un codice (СА, SA) che indicava Советская Армия (Sovetskaja Armija), Esercito sovietico.

## Comandanti in capo delle VVS

### Capi della forza aerea dell'Armata Rossa
- Mikhail Solovov (1879-1941) marzo 1918-1º agosto 1918
- Aleksandr Vorotnikov (1878-1940) 1º agosto 1918- 13 giugno 1919
- Konstantin Akashev (1888-1931) marzo 1920- febbraio 1921
- Andrej Sergeev (1893-1933) febbraio 1921- ottobre 1922
- Andrej Znamenskij (1887-1943) ottobre 1922- luglio 1923
- Arkadij Rosengolts (1889-1938) luglio 1923- dicembre 1924
- Pjotr Baranov (1892-1933) dicembre 1924- giugno 1931
- Jakov Alksnis (1897-1938) giugno 1931- 23 novembre 1937
- Aleksandr Loktionov (1893-1941) 23 novembre 1937- 19 novembre 1939
- Jakov Smuškevič (1902-1941) 19 novembre 1939- agosto 1940
- Pavel Ryčagov (1911-1941) agosto 1940- 24 giugno 1941
- Pavel Zigarev (1900-1963) 24 giugno 1941- 11 aprile 1942
- Aleksandr Novikov (1900-1976) 11 aprile 1942- 22 aprile 1946

### Comandanti in capo della Forza aerea sovietica
- Konstantin Versinin (1900-1973) 1946- settembre 1949
- Pavel Zigarev (1900-1963) 1949-1957
- Konstantin Versinin (1900-1973) 1957-1969
- Pavel Kutachov (1914-1984) marzo 1969- 3 dicembre 1984
- Aleksandr Efimov (1923-2012) 3 dicembre 1984- luglio 1990
- Evgenij Ivanovič Šapošnikov (1942-2020) luglio 1990- dicembre 1991